# Кызылярово (Архангельский район)
Кызылярово (баш. Ҡыҙылъяр) — деревня в Абзановском сельсовете Архангельского района Республики Башкортостан России.

## Население
| 2002 | 2009 | 2010 |
| ---- | ---- | ---- |
| 127  | ↗148 | ↘127 |

Согласно переписи 2002 года, преобладающая национальность — башкиры (93 %).

## Географическое положение
Расстояние до:
- районного центра (Архангельское): 19 км,
- центра сельсовета (Абзаново): 3 км,
- ближайшей железнодорожной станции (Приуралье): 28 км.

Находится на левом берегу реки Инзер.